# Virtua Tennis
Virtua Tennis (w Japonii znana jako Power Smash) – gra sportowa produkcji Sega-AM3, wydana w 1999 roku.
Gracz ma możliwość rywalizacji w turniejach tenisowych i meczach towarzyskich, zarówno w wersji jednoosobowej, jak i wieloosobowej. Jest również możliwość trybu World Circuit, gdzie zawodnik musi wykonać różne misje oraz pojedynki z innymi tenisistami.
W 2000 roku gra została wydana na konsolę Dreamcast, a w 2002 roku pojawiła się wersja na PC i Game Boya.
Druga seria gry, znana jako Virtua Tennis 2 wyszła w 2001 roku w wersji na Sega NAOMI, Dreamcasta oraz rok później na PlayStation 2. W 2005 roku, trzecia część gry – Virtua Tennis: World Tour – pojawiła się w wersji na PSP. Rok 2006 przyniósł kolejną część Virtuy, znaną jako Virtua Tennis 3, w wersji na SEGA Lindbergh. Rok później pojawiła się ona dostępna na konsolach Xbox 360, PlayStation 3, PSP oraz na PC. Ostatnia część – Virtua Tennis 2009 – wyszła na rynek w 2009 roku, dostępna na PC, PlayStation 3, Xbox 360 oraz Wii.

## Tryby gry

### Arcade
Gracz musi zwyciężyć 5 spotkań, aby wygrać turniej. Każde spotkanie rozgrywane jest na innym korcie i występują wszystkie rodzaje nawierzchni. Można grać zarówno singla, jak również debla. Jak gracz wygra 5 pierwszych spotkań wystarczająco dobrze, to będzie mógł zmierzyć się w spotkaniu z Mistrzem (singiel) lub nim w parze z Królem (debel).

### Exhibition
Jest to pojedyncze spotkanie, w którym gracz sam wybiera opcje (np. liczbę setów, kort lub w przypadku gry z komputerem poziom trudności). Spotkanie może być zarówno dwu- (singiel), jak i czteroosobowe (debel). W jednym meczu może uczestniczyć maksymalnie czterech graczy (dwóch w singlu).

### World Circuit
Jest to główny tryb gry. Gracz ma za zadanie uczestniczyć i zwyciężać w meczach z przeciwnikiem, jak również kończyć ćwiczenia treningowe. Zawodnik rozpoczyna karierę na 300. miejscu, które wraz ze zwycięstwami w pojedynkach poprawia się. Z czasem spotkania stają się cięższe, tak samo jak w przypadku treningu.

### Trening
Wspomniane treningi mają również charakter zabawny, jak również niezbyt realistyczny. Każde ćwiczenie ma trzy poziomy, w których ostatni jest najtrudniejszy, zaś pierwszy najłatwiejszy. Poprzez ukończenie danych poziomów gracz zdobywa punkty, dzięki którym może skorzystać ze sklepu, w którym znajdują się nowe rakietki czy stroje. Gracz może również pozyskać partnera do gry deblowej.
W wersji na Dreamcasta i PC występuje również ośmiu dodatkowych graczy.

## Opinie
Virtua Tennis otrzymała bardzo pozytywne opinie od brytyjskiej wersji magazynu Official Dreamcast Magazine, uzyskując notę 9/10. Również gracze byli bardzo zadowoleni, między innymi z szybkiej nauki gry w tenisa i dużego wyboru ćwiczeń treningowych. Gra stała się jedną z najlepszych gier Segi.
Virtua Tennis została również umieszczona w rankingu najlepszych 100 gier świata według IGN. W 2005 roku zajęła 91. miejsce, zaś 2 lata wcześniej 89.